# Tamnič
Tamnič (cyr. Тамнич) – wieś w Serbii, w okręgu borskim, w gminie Negotin. W 2011 roku liczyła 246 mieszkańców.